# Дуглас (Вісконсин)
Дуглас (англ. Douglas) — місто (англ. town) в США, в окрузі Маркетт штату Вісконсин. Населення — 784 особи (2020).

## Демографія
Згідно з переписом 2010 року, у місті мешкало 725 осіб у 315 домогосподарствах у складі 217 родин. Було 424 помешкання
Расовий склад населення:
| - 97,7 % — білих - 0,6 % — азіатів - 0,3 % — корінних американців - 0,1 % — чорних або афроамериканців - 1,0 % — осіб інших рас |

До двох чи більше рас належало 0,4 %. Частка іспаномовних становила 1,7 % від усіх жителів.
За віковим діапазоном населення розподілялося таким чином: 18,2 % — особи молодші 18 років, 59,6 % — особи у віці 18—64 років, 22,2 % — особи у віці 65 років та старші. Медіана віку мешканця становила 48,1 року. На 100 осіб жіночої статі у місті припадало 101,4 чоловіків;  на 100 жінок у віці від 18 років та старших — 101,0 чоловіків також старших 18 років.
Середній дохід на одне домашнє господарство  становив 73 045 доларів США (медіана — 68 333), а середній дохід на одну сім'ю — 78 719 доларів (медіана — 69 833). Медіана доходів становила 47 500 доларів для чоловіків та 31 250 доларів для жінок. За межею бідності перебувало 3,8 % осіб, у тому числі 0,0 % дітей у віці до 18 років та 1,0 % осіб у віці 65 років та старших.
Цивільне працевлаштоване населення становило 388 осіб. Основні галузі зайнятості: освіта, охорона здоров'я та соціальна допомога — 17,8 %, виробництво — 14,2 %, мистецтво, розваги та відпочинок — 13,1 %.